# Roberto Mertins Murúa

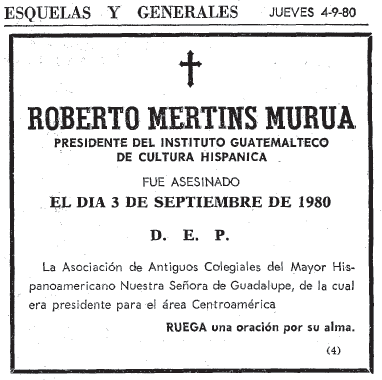
Esquela de Roberto Mertins.

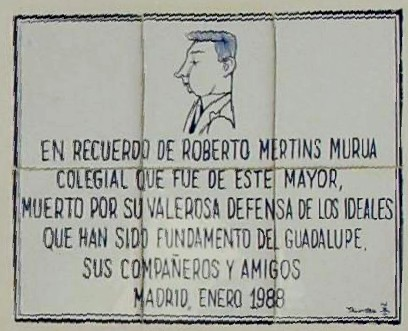
Placa homenatge a Roberto Mertins Murua en el Col·legi Major Nostra Senyora de Guadalupe, a la Ciutat Universitària de Madrid: "abatut per les forces encarregades suposadament de mantenir l'ordre, quan treballava en defensa de les llibertats a Guatemala".

José Roberto Mertins Murúa (Guatemala, data desconeguda - Ciutat de Guatemala, 3 de setembre de 1980), professor a la Universitat Rafael Landívar, exsecretari general de la Federació d'Universitats Privades d'Amèrica Central i president de l'Institut de Cultura Hispànica. Va ser candidat de la Democràcia Cristiana al Congrés de Guatemala en 1978.
Va estudiar a Barcelona en la dècada dels 60, etapa en la qual va presidir l'Associació d'Estudiants Guatemalencs i la Federació d'Estudiants Iberoamericans a Madrid. Quan va retornar a Guatemala, va seguir conreant la relació entre Espanya i Guatemala, i va arribar a presidir l'Institut Guatemalenc de Cultura Hispànica.
Arran de la massacre en l'Ambaixada d'Espanya a Guatemala, en la qual van morir 37 persones, va realitzar dures declaracions en Televisió Espanyola, i va arribar a afirmar que «El Govern guatemalenc es troba en una situació sense sortida, endurint la repressió i víctima de denúncies internacionals des d'Amnistia Internacional a l'Organització d'Estats Americans», i va vaticinar en el Col·legi La nostra Senyora de Guadalupe (Madrid) de AECID, una incontrolable espiral de violència: «En el futur ens acostarem a una guerra civil». Per aquestes premonicions i denúncies realitzades a Espanya, va rebre amenaces comminant-lo a no tornar a Guatemala.
Va tornar, no obstant això, i als pocs mesos (3 de setembre de 1980, als 39 anys) va ser assassinat per dues persones que viatjaven amb moto, quan conduïa cap a la seva feina. Li van crivellar amb 52 trets, per ser «culpable de llegir llibres i no callar davant d'atrocitats del calibre com l'anteriorment esmentada».
Feia tan sols uns dies que havia inaugurat la nova seu de l'Institut Guatemalenc de Cultura Hispànica a la Plaça d'Espanya, no podent arribar a gaudir-la. Tres dècades més tard, encara el seu nom (igual que molts altres) és recurrent en els informes i sol·licituds de justícia a Guatemala.